# 2018년 동계 올림픽 브라질 선수단
2018년 동계 올림픽 브라질 선수단은 대한민국 평창에서 개최된 2018년 동계 올림픽의 올림픽 브라질 선수단이다.

## 참가 선수
다음은 각 종목별 참가 선수 현황이다.
| 종목         | 남자 | 여자 | 총합 |
| ------------ | ---- | ---- | ---- |
| 알파인스키   | 1    | 0    | 1    |
| 봅슬레이     | 4    | 0    | 4    |
| 피겨스케이팅 | 0    | 1    | 1    |
| 총합         | 5    | 1    | 6    |

## 봅슬레이
2017-18 봅슬레이 월드컵 랭킹 결과에 따라 브라질에는 총 두 대의 출전자격이 부여됐다. 이에 따라 총 네 명의 선수가 배정되어, 2인승과 4인승 종목 모두 참가할 수 있게 되었다.
브라질 선수팀은 자국 기후 특성상 연습이 불가능해 미국 레이크플래시드에서 미국 대표팀과 함께 훈련을 가졌다. 브라질팀 선수 전원이 개인 트레이너나 코치를 겸하고 있다.
| 선수                                                                       | 세부 종목  | 1차 시기 | 1차 시기 | 2차 시기 | 2차 시기 | 3차 시기 | 3차 시기 | 4차 시기 | 4차 시기 | 합계    | 합계 |
| 선수                                                                       | 세부 종목  | 기록     | 순위     | 기록     | 순위     | 기록     | 순위     | 기록     | 순위     | 기록    | 순위 |
| 이드송 빈질라치* 이드송 마르칭스                                           | 남자 2인승 | 50.14    | 27       | 50.22    | 28       | 50.35    | 29       | 탈락     | 탈락     | 2:30.71 | 27   |
| 이드송 빈질라치* 이드송 마르칭스 오지를레이 페소니 하파에우 소자 다 시우바 | 남자 4인승 | 49.75    | 25       | 49.94    | =23      | 49.80    | 22       | 탈락     | 탈락     | 2:29.49 | 23   |

* – 각 썰매당 조종수를 의미

## 스노보드
스노보드 크로스
| 선수                       | 종목                 | 예선 | 예선 | 예선 | 예선 | 예선     | 예선 | 준준결선  | 준결선    | 결선      | 결선      |
| 선수                       | 종목                 | 1차  | 1차  | 2차  | 2차  | 최고성적 | 시드 | 준준결선  | 준결선    | 결선      | 결선      |
| 선수                       | 종목                 | 시간 | 순위 | 시간 | 순위 | 최고성적 | 시드 | 조 순위   | 조 순위   | 조 순위   | 순위      |
| -------------------------- | -------------------- | ---- | ---- | ---- | ---- | -------- | ---- | --------- | --------- | --------- | --------- |
| 이자베우 클라르크 히베이루 | 여자 스노보드 크로스 | DNS  | DNS  | DNS  | DNS  | DNS      | DNS  | 진출 실패 | 진출 실패 | 진출 실패 | 진출 실패 |

- 2월 15일 훈련 도중 사고로 부상을 입어 본 경기에 나가지 못했다.

## 알파인 스키
브라질에는 총 한 명의 남자 선수가 배정됐으며 미셰우 마세두 선수가 회전과 대회전 경기에 출전하였다. 하지만 회전과 대회전 경기에서 경기를 끝마치지 못하고 도중 퇴장하였으며, 슈퍼대회전 경기 출전권도 포기하고 나가지 않았다.
| 선수          | 세부 종목   | 1차 시기 | 1차 시기 | 2차 시기 | 2차 시기 | 합계 | 합계      |
| 선수          | 세부 종목   | 기록     | 순위     | 기록     | 순위     | 기록 | 최종 순위 |
| 미셰우 마세두 | 남자 대회전 | DNF      | DNF      | DNF      | DNF      | DNF  | DNF       |
| 미셰우 마세두 | 남자 회전   | DNF      | DNF      | DNF      | DNF      | DNF  | DNF       |
| 미셰우 마세두 | 슈퍼대회전  | 빈칸     | 빈칸     | 빈칸     | 빈칸     | DNS  | DNS       |

## 크로스컨트리
거리경주
| 선수          | 종목           | 결선    | 결선     | 결선 |
| 선수          | 종목           | 시간    | 격차     | 순위 |
| ------------- | -------------- | ------- | -------- | ---- |
| 빅토르 산투스 | 남자 15km 프리 | 47:09.9 | +13:26.0 | 110  |
| 자켈리니 모랑 | 여자 10km 프리 | 30:50.3 | +5:49.8  | 74   |

## 피겨 스케이팅
2017년 CS 네벨혼 트로피에 참가했던 이사도라 윌리엄스가 브라질 대표로 올림픽 무대에 나섰다.
| 선수              | 세부 종목 | 쇼트 프로그램 | 쇼트 프로그램 | 프리 스케이팅 | 프리 스케이팅 | 합계   | 합계 |
| 선수              | 세부 종목 | 점수          | 순위          | 점수          | 순위          | 점수   | 순위 |
| 이사도라 윌리엄스 | 여자 싱글 | 55.74         | 17 Q          | 88.44         | 24            | 144.18 | 24   |